# Lojavliegenpikker
De lojavliegenpikker (Zimmerius flavidifrons) is een zangvogel uit de familie Tyrannidae (tirannen). 

## Verspreiding en leefgebied
Deze soort komt voor in het zuidwesten van Ecuador (van zuidoostelijke Guayas tot westelijk Loja en El Oro).

## Status
De lojavliegenpikker komt niet als aparte soort voor op de lijst van het IUCN, maar is daar een ondersoort van de geelwangvliegenpikker (Z. viridiflavus flavidifrons).